# Dicentra canadensis
Dicentra canadensis är en vallmoväxtart som först beskrevs av John Goldie, och fick sitt nu gällande namn av Wilhelm Gerhard Walpers. Dicentra canadensis ingår i släktet lyrblommor, och familjen vallmoväxter. Inga underarter finns listade i Catalogue of Life.

## Bildgalleri

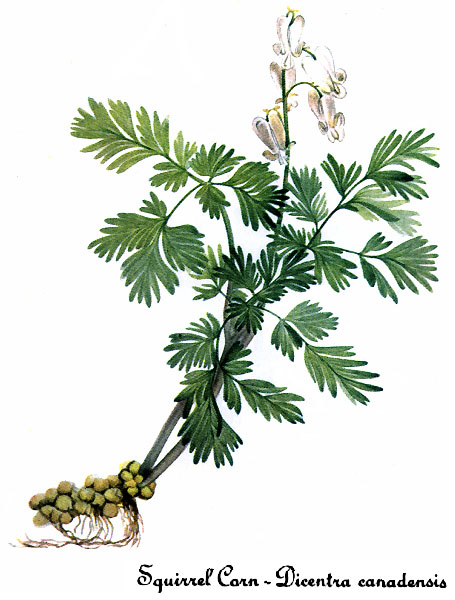